# Село (Сава Шумановић)
Село је слика Саве Шумановића настала 1932. године. То је уље на платну из шидског Шумановићевог периода.  

## О слици
Село је уље на платну и припада шидском периоду. Настало је 1932. године. Године 1930. Сава Шумановић се враћа из Париза због болести и ту остаје до краја свог живота. Повучен и изолован враћа се поетизованом реализму. Бојом и светлошћу приказује сремске пределе постижући локани колорит русинског фолклора. Село припада тематском циклусу шидски пејзажи. Ту се огледа рељефна бојена материја карактеристична за пејзаже настале од 1932. до 1933. године.

## О аутору
Сава Шумановић (Винковци, 22. јануар 1896 — Хрватска Митровица, 30. август 1942) је био један од најзначајнијих сликара српске уметности 20. века. Увршћен је и у 100 најзнаменитијих Срба.
Највећи број његових дела чува се у Галерији слика Сава Шумановић у Шиду. Галерија је настала 1952. године када је уметникова мајка Персида поклонила граду 417 дела, као и породичну кућу Шумановића.

### Тржиште слика
Kуповина уметничких слика данас за већину представља привилегију малобројних. Златно доба за тржиште уметничких дела било је седамдесетих и осамдесетих година прошлог века. Слика Саве Шумановића нема на српском тржишту у продаји. На недавној продаји слике Село Саве Шумановића у париском Друоу, уље је процењено на 1.500 евра, али је цена скочила на преко 60.000 евра.